# F·G·布雷克
弗兰西斯·G·布雷克（英語：Francis Gilman Blake，1887年2月22日—1952年2月1日）是一位美国免疫学家，曾任耶鲁医学院院长、美国免疫学家协会会长、耶鲁纽黑文医院院长。